# Liste des plus vieux chiens
Voici une liste des plus vieux chiens homologués au monde. Le vieillissement du chien dépend de la race, de la taille et de la diète. 

## Liste des plus vieux chiens du monde par âge
Les chiens suivants sont homologués par le Guinness World Records (GWR).
- Vivant(e)

| Rang | Nom                           | Naissance          | Mort             | Âge                               | Race                        | Pays           |
| ---- | ----------------------------- | ------------------ | ---------------- | --------------------------------- | --------------------------- | -------------- |
| 1    | Bobi (contesté, titre retiré) | 11 mai 1992        | 20 octobre 2023  | 31 ans, 162 jours (11 478 jours), | Rafeiro de l'Alentejo       | Portugal       |
| 2    | Maggie                        | 1986               | 17 avril 2016    | 30 ans                            | Australian Kelpie           | Australie      |
| 3    | Bluey                         | 7 juin 1910        | 14 novembre 1939 | 29 ans, 160 jours                 | Bouvier Australien          | Australie      |
| 4    | Butch                         | 1975               | 2003             | 27 ans, 317 jours                 | Beagle                      | États-Unis     |
| 5    | Snookie[réf. à confirmer]     | 1er janvier 1991   | 12 octobre 2018  | ≥27 ans, 284 jours                | Carlin                      | Afrique du Sud |
| 6    | Bramble                       | 1er septembre 1975 | 31 mars 2003     | 27 ans, 211 jours                 | Border Collie               | Royaume-Uni    |
| 7    | Buksi,                        | 1990               | 26 août 2017     | 27 ans                            | Bâtard                      | Hongrie        |
| 8    | Pusuke                        | 1er avril 1985     | 5 décembre 2011  | 26 ans, 248 jours                 | Shiba Inu mix               | Japon          |
| 9    | TobyKeith                     | 17 février 2001    | vivante          | 24 ans, 65 jours                  | Chihuahua                   | États-Unis     |
| 10   | Piccolo                       | 1er octobre 1987   | 26 décembre 2010 | 23 ans, 86 jours                  | Bâtard                      | Italie         |
| 11   | Pebbles                       | 28 mars 2000       | 3 octobre 2022   | 22 ans, 189 jours                 | Fox-terrier                 | États-Unis     |
| 12   | Chanel (en),                  | 6 mai 1988         | 28 août 2009     | 21 ans, 114 jours                 | Teckel                      | États-Unis     |
| 13   | Otto (en),                    | 14 février 1989    | 14 janvier 2010  | 20 ans, 334 jours                 | Croisement Teckel-Terrier   | Royaume-Uni    |
| 14   | Seamus                        | 24 juillet 1993    | 18 mai 2014      | 20 ans, 298 jours                 | Caniche (Toy Poodle)        | États-Unis     |
| 15   | Sotirakis                     | 11 avril 1993      | 16 janvier 2014  | 20 ans, 280 jours                 | Stray                       | Grèce          |
| 16   | Megabyte                      | 11 avril 1993      | 1er janvier 2014 | 20 ans, 265 jours                 | Chihuahua                   | États-Unis     |
| 17   | Loïsse                        | 1er décembre 2000  | 21 juin 2021     | 20 ans, 202 jours                 | Croisement berger, malinois | France         |
| 18   | Winston Rha                   | 12 décembre 1992   | 15 mai 2013      | 20 ans, 154 jours                 | Schnoodle (en)              | États-Unis     |
| 19   | Lucky                         | 07/2004            | 10 décembre 2022 | 20 ans, 337 jours                 | Border Collie / ??          | Portugal       |
| 20   | Olive                         | 5 mai 2005         | vivante          | 19 ans, 353 jours                 | Jack Russell                | France         |